# Pont Momosuke

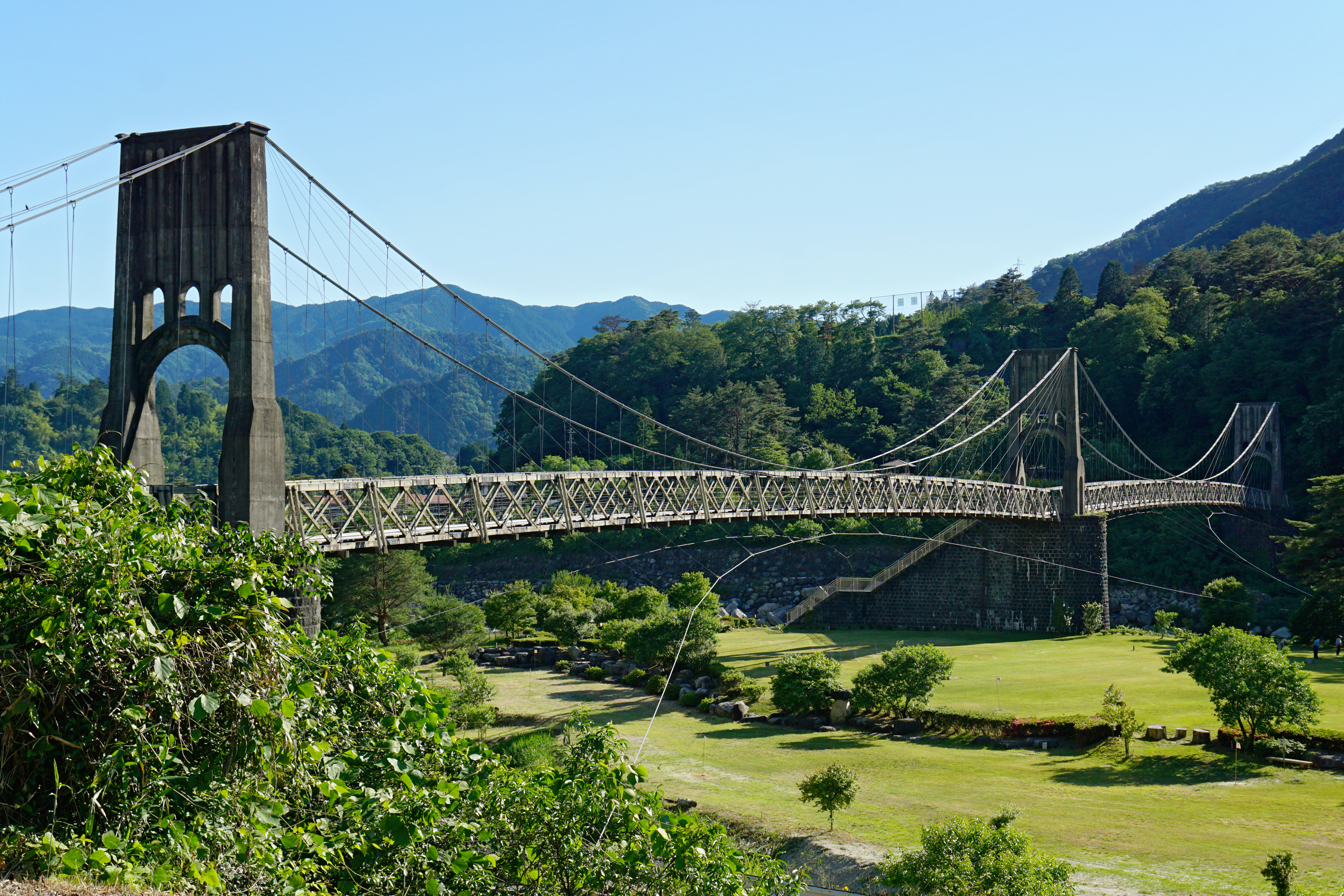
Pont Momosuke (juin 2015).

Le pont Momosuke (桃介橋, Momosuke-bashi) est un pont suspendu en bois franchissant le fleuve Kiso et situé à Nagiso, bourg du district de Kiso, dans la préfecture de Nagano au Japon. Il est du type auto-ancré à travées multiples avec haubans.
Le pont sert de passerelle pour piétons et vélos. D'une longueur totale de 247 mètres, c'est l'un des plus longs de ce type du pays.

## Histoire
Le pont est construit de 1921 à 1922 par le « roi de l'électricité » Momosuke Fukuzawa, fondateur de la Daido Electric, anciennement Kansai Electric, afin de faciliter la construction de centrales hydro-électriques à proximité. Le pont supportait une voie ferrée empruntée par des trains du Kiso Forest Railway (en) transportant des troncs d'arbres (principalement des cyprès) de la forêt à la ville.

### Chronologie
- 1921-1922 : construction du pont.
- 1950 : la propriété du pont est transférée au bourg de Nagiso.
- 1978 : en raison du risque de rupture par le vent ou les inondations, le pont est fermé à la circulation.
- 1993 : le pont est restauré et modernisé et à nouveau ouvert à la circulation.
- 1994 (mai) : la Japan Society of Civil Engineers octroie le prix Tanaka.
- 1994 (décembre) : le pont est inscrit sur la liste des biens culturels importants du Japon.
- 2012 : le pont est doté d'éclairage de nuit aux lampes LED, remplaçant celles traditionnelles au mercure.

## Données techniques
- Longueur : 247,762 m

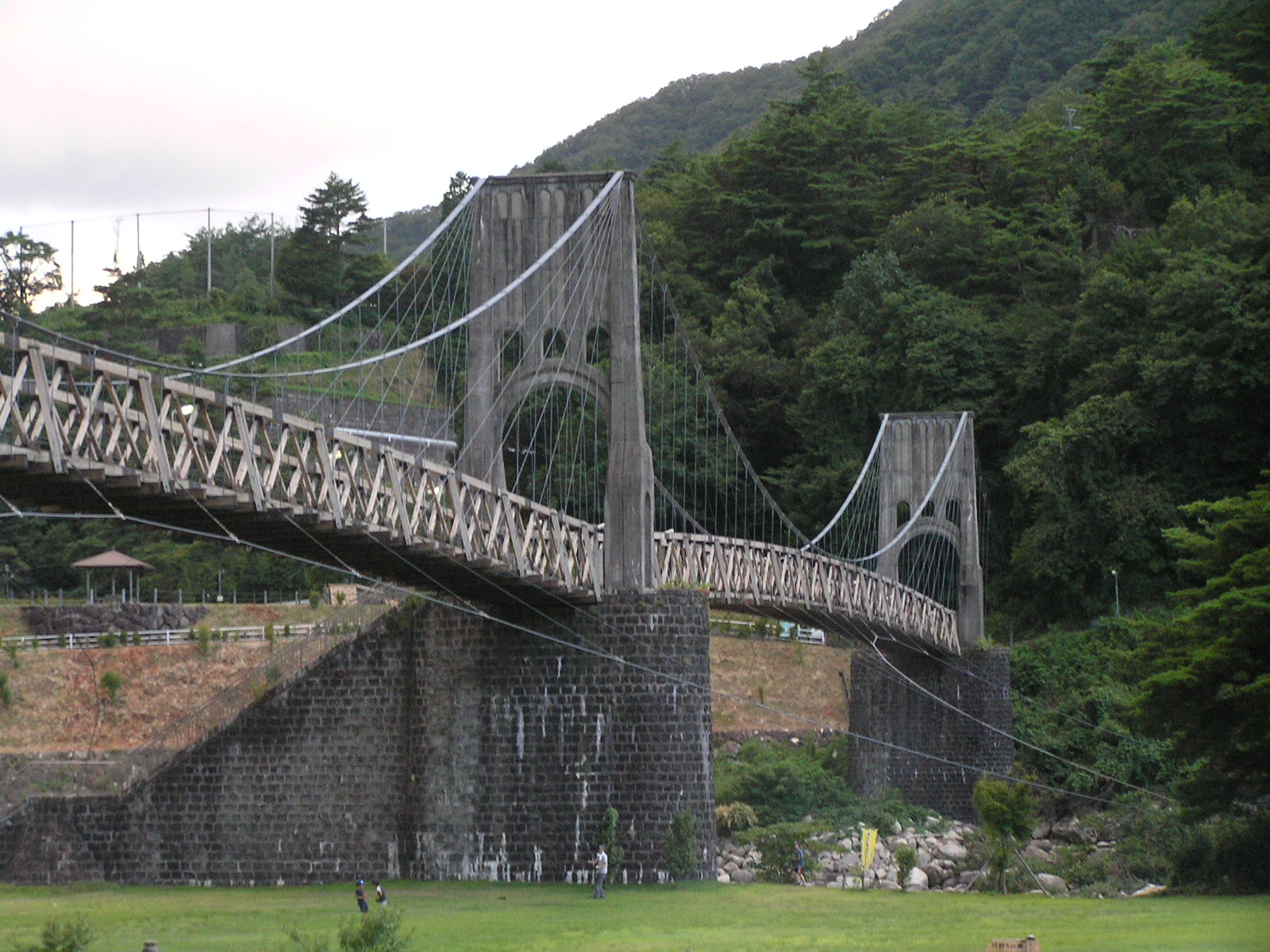
Le pont Momosuke (2007).

  - Deux travées centrales : 104,442 m et 104,496 m
  - Travée rive gauche : 23,950 m
  - Travée rive droite : 14,874 m
- Largeur : 2,728 m